# Maria Winkler
Maria Winkler ist eine ehemalige deutsche Handballspielerin. Sie wurde 1971 mit der DDR-Nationalmannschaft Weltmeisterin.

## Vereinskarriere
Maria Winkler spielte beim SC Leipzig in der höchsten Spielklasse der Deutschen Demokratischen Republik, der Oberliga.
Mit dem Leipziger Verein wurde sie mehrfach DDR-Meisterin (1967/1968, 1968/1969, 1969/1970).

## Nationalmannschaft
Für die DDR-Nationalmannschaft nahm sie an der Weltmeisterschaft 1971 in den Niederlanden teil und wurde mit dem Team Weltmeister, wobei sie in fünf Spielen neun Treffer zum Erfolg beisteuerte.